# Vannevar Bush
Vannevar Bush (11. března 1890 Everett, Massachusetts – 28. června 1974 Belmont, Massachusetts) byl americký vědec, státní úředník, vizionář a profesor elektronického inženýrství.

## Raný život a studium
Narodil se jako třetí dítě do rodiny evangelického pastora v Everettu ve státě Massachusetts. Byl pojmenován podle Johna Vannevara, rodinného přítele (pojmenovat děti příjmením v USA není neobvyklé). Stejně jako jeho otec vystudoval Tufts College.

## Kariéra
Účastnil se projektu Manhattan. V roce 1945 v článku As We May Think publikovaném v časopisu The Athlantic Monthly navrhl projekt zařízení Memex, fungujícího na principu hypertextu. V roce 1945 jako ředitel Office of Scientific Research and Development publikoval zprávu nazvanou Science The Endless Frontier. A Report to the President (Nekonečný obzor vědy – Zpráva pro prezidenta). Vykonával funkci viceprezidenta Massachusettského technologického institutu (MIT), prezidenta Carnegie Institution ve Washingtonu DC v USA. Působil jako vedoucí National Defense Research Committee.

## Dílo
Napsal a vydal knihy a publikace:
- As We May Think (1945)
- Science The Endless Frontier. A Report to the President (1945)
- Memex Revisted (1967)

### Knihy
Bush, Vannevar: Science The Endless Frontier. A Report to the President., United States Government Printing Office, Washington, D.C. 1945

### Články
Bush, Vannevar: As We May Think. In: The Athlantic Monthly, July 1945, 

### Knihy o něm
Zachary, G. Pascal: Endless Frontier. Vannevar Bush, Engineer of American Century. Free Press, 1997, ISBN 0-02-935673-3, ISBN 978-0-02-935673-9

### Články o něm
Zachary, G. Pascal: The Godfather. Wired 5.11 November 1997, 